# 廖志偉 (藝人)
廖志偉(Liu Chi Wai，1900年—1977年5月22日)，香港粵曲歌壇「幻境新歌」節目歌唱家、電影演員。名曲包括改編自菲律賓民謠《Sitsiritsit》、由廖鶴雲填詞、顧嘉煇編曲的1956年粵語時代曲《海上風光》。

## 簡歷
- 1967年經常在元朗遊樂場演出，因此存放部份樂器在元朗遊樂場。1967年10月4日(星期三)下午3時，一位20多歲的賊匪把廖志偉的價值港幣300多元的銅鑼及銅鈸偷走，幸好在元朗大馬路時，被警察發現，當場人贓並獲[3]。
- 廖志偉的銀幕處男作是《黃飛鴻傳第三集：血戰流花橋》(1950年，飾演蘇乞兒)，息影作《黃飛鴻大破五虎陣》(1961年，飾演蘇乞兒)，角色通常飾演「黃飛鴻系列」裡的蘇乞兒，一生參演約17齣電影。
- 廖志偉在1977年5月22日(星期日)病逝於九龍樂富杏林街10號香港佛教醫院，享年77歲，遺下子女多人。1977年5月26日(星期四)上午11時在九龍殯儀館大殮，12時舉殯[4]。

## 廖志偉的電影
- 《黃飛鴻傳第三集：血戰流花橋》(1950年，飾演蘇乞兒)；
- 《黃飛鴻傳四集：梁寬歸天》(1950年，飾演蘇乞兒)；
- 《血染芙蓉谷》(1952年)；
- 《歌唱十二釵》(1952年，飾演陳務法)；
- 《蘇乞兒》(1953年，擔任男主角，飾演蘇乞兒)；
- 《俠士名花》(1953年，擔任男主角，飾演蘇乞兒)；
- 《夜渡鴛鴦江》(1953年，飾演蘇乞兒)；
- 《黃飛鴻正傳》(1955年，飾演蘇乞兒)；
- 《情竇初開》(1955年，飾演蕭老儉)；
- 《有事鍾無艷》(1955年，飾演晏嬰)；
- 《續黃飛鴻傳》(1955年，飾演蘇乞兒)；
- 《呂布搶貂蟬》(1956年，飾演李儒)；
- 《黃飛鴻官山大賀壽》(1956年，飾演蘇乞兒)；
- 《獅王梁寬肉搏猛虎坑》(1958年，飾演蘇乞兒)；
- 《黃飛鴻西關搶新娘》(1958年，飾演蘇乞兒)；
- 《黃飛鴻大破馬家莊》(1958年，飾演蘇乞兒)；
- 《黃飛鴻大破五虎陣》(1961年，飾演蘇乞兒)。

## 廖志偉的粵曲
- 《風流伯父》：廖志偉與伍木蘭合唱；
- 《亞蘭嫁亞瑞》：廖志偉與伍木蘭合唱；
- 《裁子街人》：廖志偉與伍木蘭合唱；
- 《孤寒種嫁女》：廖志偉與李慧合唱；
- 《鍾無艷》：廖志偉、羅劍郎、鄭幗寶、新任劍輝、新白雪仙合唱；
- 《風雨夜歸人》：廖志偉與梁碧玉合唱。

## 外部連結
- 香港電影資料館：廖志偉參演電影的記錄[永久]
- 香港影庫：廖志偉 （页面存档备份，存于）